# Heliura stolli
Heliura stolli là một loài bướm đêm thuộc phân họ Arctiinae, họ Erebidae.